# یوری فن گالدر
یوری فن گالدر (به انگلیسی: Yuri van Gelder) ژیمناست زادهٔ ۲۰ آوریل ۱۹۸۳ میلادی اهل کشور هلند است.